# Баллинамор

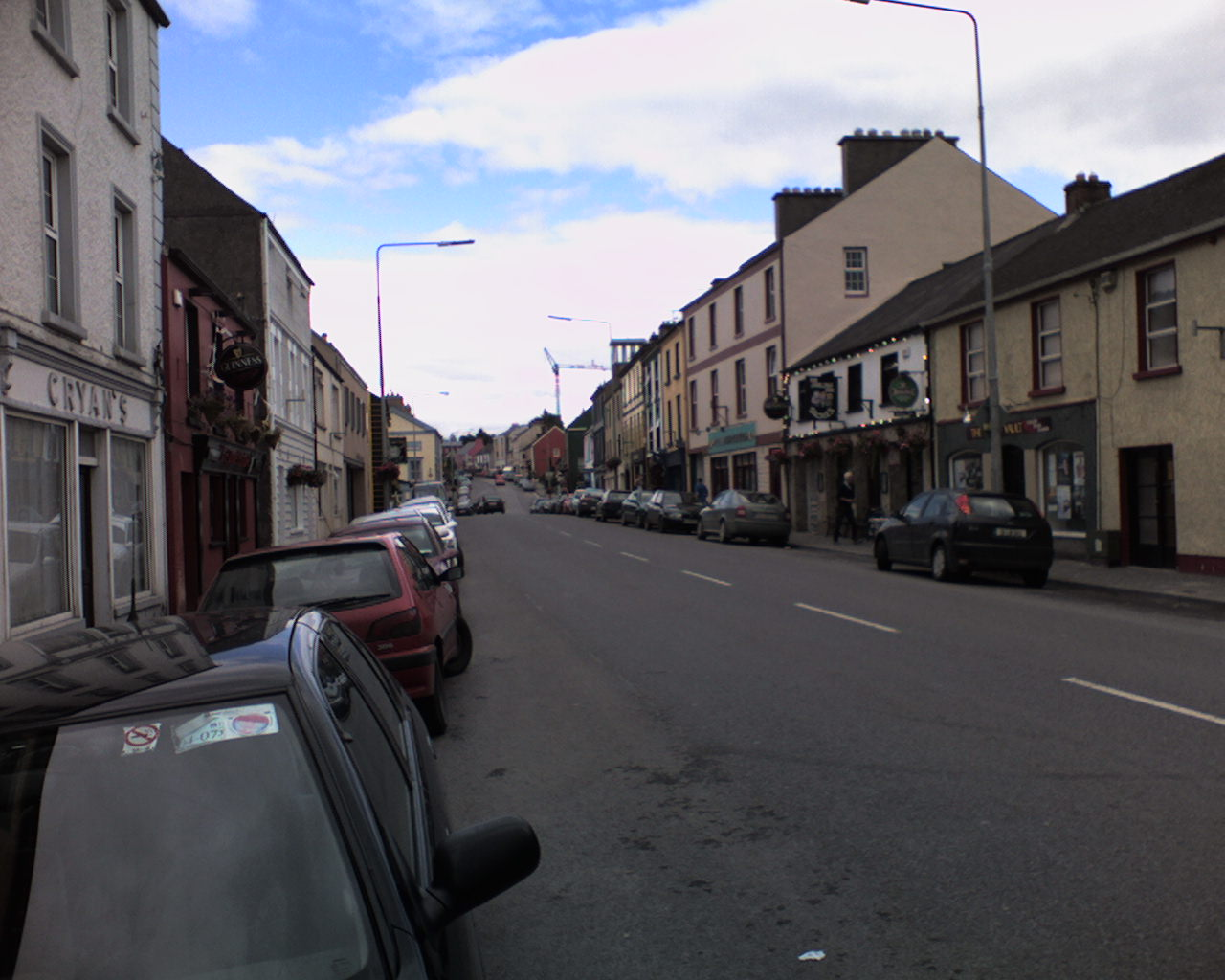

Баллинамор (Баллинемор; англ. Ballinamore; ирл. Béal an Átha Móir, Бел-ан-Аха-Морь, «устье большого брода») — деревня в Ирландии, находится в графстве Литрим (провинция Коннахт) у трасс R202, R199 и R204.
Местная железнодорожная станция была открыта 24 октября 1887 года и закрыта 1 апреля 1959 года.

## Демография
Население — 805 человек (по переписи 2006 года). В 2002 году население составляло 687 человек.
Данные переписи 2006 года:
| Общие демографические показатели |               |                               |                               |      |      |
| Всё население                    | Всё население | Изменения населения 2002—2006 | Изменения населения 2002—2006 | 2006 | 2006 |
| 2002                             | 2006          | чел.                          | %                             | муж. | жен. |
| 687                              | 805           | 118                           | 17,2                          | 372  | 433  |